# Kurt Morath
Kurt Morath (ur. 13 listopada 1984 w Takapuna na przedmieściach Auckland) – tongański rugbysta występujący na pozycji łącznika ataku, reprezentant kraju, trzykrotny uczestnik pucharu świata.
Morath jest wychowankiem Hamilton Boys' High School. Od 2006 roku występował kolejno w nowozelandzkich zespołach Inglewood, Taranaki oraz Stratford, zanim w 2009 nie wyjechał do Europy. Tam reprezentował zespoły Club de Rugby Ciencias i przez sezon występował w drużynie Clonakilty R.F.C.. W 2010 roku wrócił na południową półkulę, gdzie znalazł zatrudnienie w australijskim zespole Southern Districts. Po roku trafił do innego klubu na przedmieściach Sydney – Eastern Suburbs. W kwietniu 2012 roku przeszedł do zespołu japońskiego drugoligowca, Kubota Spears. W listopadzie 2014 roku dołączył do francuskiego Biarritz Olympique jako medyczny dżoker po kontuzji Seremaia Burotu.
W 2003 roku znajdował się w szerokim składzie nowozelandzkiej kadry U-19 przygotowującej się do mistrzostw świata, na sam turniej jednak nie pojechał. W seniorskiej reprezentacji Tonga zadebiutował meczem z Portugalią 28 listopada 2009 roku. Został powołany do składu na Puchar Świata w Rugby 2011, podczas którego był podstawowym kopaczem reprezentacji. Został też trzecim najskuteczniejszym zawodnikiem turnieju. Znalazł się także w składzie na Puchar Świata w Rugby 2015.
Jego brat, Daniel Morath, również był reprezentantem Tonga.